# Tokyo Dome
Der Tokyo Dome [- dəʊm] (japanisch 東京ドーム, Tōkyō Dōmu) ist ein Baseballstadion im Stadtteil Kōraku des Tokioter Stadtbezirks Bunkyō. Fertiggestellt 1988 war es Japans erstes überdachtes Baseballstadion.

## Übersicht

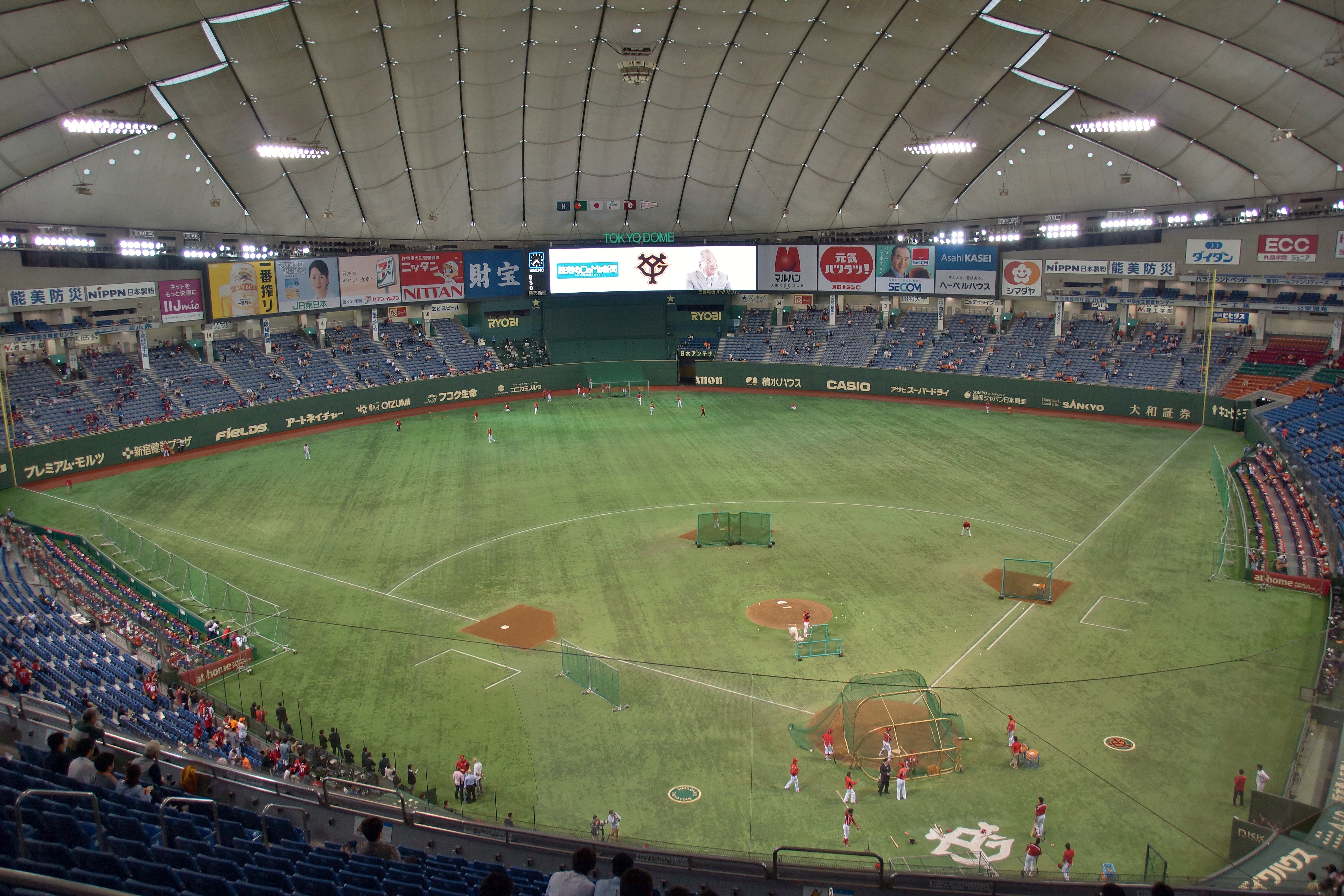
Ein reguläres Ligaspiel im Juni 2007 gegen die Hokkaidō Nippon Ham Fighters.

Der Tokyo Dome ist das Heimstadion der Yomiuri Giants, bis 2004 bestritten auch die Nippon Ham Fighters dort ihre Heimspiele, bevor sie nach Sapporo umzogen. Außer für Baseballspiele wird es auch als Veranstaltungszentrum z. B. für Konzerte (etwa der Band The Beatles), Ausstellungen und andere Sportveranstaltungen genutzt.
Im Jahr 2000 fand das Eröffnungsspiel der amerikanischen Major League Baseball im Tokyo Dome statt, das erste reguläre Spiel der Major League Saison außerhalb der Vereinigten Staaten. Amerikanische Baseballteams gastieren zu Saisonbeginn häufiger in Japan, zuletzt spielten 2008 die amtierenden World-Series-Gewinner, die Boston Red Sox, ihre Saisoneröffnung im Tokyo Dome. Auch fanden zwischen 1989 und 2005 dreizehn American-Football-Spiele im Zuge der Vorbereitungen der jeweiligen NFL-Saisons im Tokyo Dome statt. Seit 1988 findet im Tokyo Dome der Japan X Bowl statt, der bis 2022 des Meisterschaftsendspiel im japanischen American Football war. Auch der Rice Bowl, das Endspiel der japanischen American-Football-Meisterschaft zwischen dem Gewinner des X Bowls und der College-Meister wird im Dome ausgetragen.
Auch für Großereignisse in anderen Sportarten wird der Tokyo Dome genutzt. So wurde im Februar 1990 dort der Kampf um die Boxweltmeisterschaft im Schwergewicht ausgetragen, bei dem Mike Tyson seine erste Niederlage als Profi einstecken musste und den Titel überraschend an Buster Douglas verlor. Das Endspiel um die japanische Meisterschaft im American Football, der Rice Bowl, wird jährlich am 3. Januar ausgetragen. Die Wrestlingliga New Japan Pro-Wrestling veranstaltet dort jedes Jahr am 4. Januar ihre Neujahrsshow, die mittlerweile unter dem Namen Wrestle Kingdom abgehalten werden.
Am 26. Februar 2023 trat der zweimalige Olympiasieger im Eiskunstlauf, Yuzuru Hanyū, mit einer eigenen Veranstaltung unter dem Titel Gift auf im Dome auf. Es war die erste Eiskunstlaufveranstaltung überhaupt, die im Tokyo Dome ausgerichtet wurde. Mitte Mai des Jahres 2023 wurde bekanntgegeben, dass die Mnet Asian Music Awards zum Ende des Jahres erstmals im Tokyo Dome verliehen werden.
Der Tokyo Dome wurde am 18. März 1988 eröffnet und bietet 55.000 Personen Platz. Umgebaut zu einer Konzerthalle fasst er bis zu 43.000 Personen. Er wurde an der alten Stätte des Kōrakuen-Stadions errichtet. Das etwa 56 Meter hohe Gebäude, das scherzhaft auch „Großes Ei“ (Big Egg) genannt wird, ist als Traglufthalle konzipiert: Ständig wird Luft in den Innenraum geblasen, so dass der Luftdruck dort etwa 0,3 % über dem Außendruck liegt.
Im Tokyo Dome befindet sich auch das Museum der japanischen Baseball Hall of Fame, das zuvor in einem eigenen Gebäude neben dem Kōrakuen-Stadion untergebracht gewesen war.
Der Tokyo Dome ist eine der größten Konzertstätten in Japan, viele bekannte in- und ausländische Musiker gaben dort bereits Konzerte. Zu den Künstlern und Bands gehören u. a. Ayumi Hamasaki, Guns N’ Roses, Michael Jackson, Prince, Sting, t.A.T.u. und Jamiroquai.
Der Eigentümer und Betreiber des Tokyo Dome ist die gleichnamige Aktiengesellschaft, wobei das Stadion Teil des Unterhaltungskomplexes Tokyo Dome City ist.